# Dravida Munnetra Kazhagam
திராவிட முன்னேற்றக் கழகம் / Dravida Munnetra Kazhagam (DMK) är ett regionalt politiskt parti i den indiska delstaten Tamil Nadu. Partiet grundades av C N Annadurai som en utbrytning ur Dravida Kazhagam, då under ledning av  Periyar. Partiledare för DMK är f.n. MK Stalin, chefsminister i Tamil Nadu.
I valet till Lok Sabha 1999 fick partiet 1,7% av rösterna och 12 mandat. Man ingick i regeringskoalitionen,  National Democratic Alliance, men hoppade av från NDA 20 december 2003.